# Thamnophilus ruficapillus
Thamnophilus ruficapillus là một loài chim trong họ Thamnophilidae.